# Lasionycta subdita
Lasionycta subdita es una especie de mariposa nocturna de la familia Noctuidae.
Es una especie subártica, distribuyéndose por Labrador, Quebec y Ontario, hasta Churchill (Manitoba) en la costa occidental de la bahía de Hudson. Una población separada se registró en las Montañas Blancas de Nuevo Hampshire.
Los adultos vuelan en julio.
- Datos: Q6493470
- Multimedia: Lasionycta subdita / Q6493470
- Especies: Lasionycta subdita